# جوناثان كينغ (مخرج)
جوناثان كينغ (بالإنجليزية: Jonathan King)‏ هو مخرج نيوزلندي، ولد في 1967.

## وصلات خارجية
- جوناثان كينغ على موقع IMDb (الإنجليزية)
- جوناثان كينغ على موقع ألو سيني (الفرنسية)
- جوناثان كينغ على موقع أول موفي (الإنجليزية)
- جوناثان كينغ على موقع قاعدة بيانات الأفلام السويدية (السويدية)
- جوناثان كينغ على موقع قاعدة بيانات الفيلم (الإنجليزية)
- جوناثان كينغ على موقع كينوبويسك (الروسية)